# Головин, Николай Яковлевич
Никола́й Я́ковлевич Голови́н (10 мая 1899, Вологда, Российская империя — 11 июля 1967, Москва, СССР) — советский военный деятель, генерал-майор инженерно-артиллерийской службы (17.11.1942), член-корреспондент Академии артиллерийских наук (14.04.1947), доктор технических наук (1939), профессор (1939).

## Биография
Родился 10 мая 1899 года в Вологде. Русский. С сентября 1908 года — ученик-портной кустарной портновской мастерской в городе Устюжна Новгородской губернии. С мая 1914 года работал портным в разных портновских мастерских Петербурга. С июня 1915 года — чернорабочий, токарь по металлу Петроградского металлического завода.
В Красной армии с января 1919 года: ротный организатор 1-го запасного Петроградского стрелкового полка. С июля 1919 года — ротный организатор Рождественского запасного полка. С сентября 1919 года — комиссар батальона в 46-м стрелковом полку. С октября 1919 года — военный комиссар пулеметной команды экспедиционного отряда им. В. С. Шатова. С января 1920 года — слушатель 2-х командных артиллерийских курсов. С августа 1920 года -курсант 1-й Петроградской артиллерийской школы. Участник Гражданской войны в боях против Юденича, был дважды ранен. Участвовал в подавлении Кронштадского мятежа и в походе против белых банд в Карелии (январь 1922 г.). С марта 1923 года — командир взвода гаубичного артиллерийского дивизиона 20-й стрелковой дивизии.
С октября 1924 года — слушатель баллистического отделения артиллерийского факультета Военно-технической академии РККА им. Ф. Э. Дзержинского. С апреля 1929 года руководитель опытов опытного отдела Научно-испытательного зенитного полигона в городе Евпатория. С февраля 1930 года — адъюнкт, с июля 1930 года — инженер, с марта 1931 года — старший инженер, с июля 1931 года — помощник начальника лаборатории инструментальной разведки Военно-технической академии РККА им. Ф. Э. Дзержинского. С июля 1932 года — адъюнкт, с октября 1933 года — старший преподаватель, с февраля 1937 года — начальник кафедры акустических приборов, с апреля 1946 года -начальник кафедры приборов управления реактивными снарядами Артиллерийской академии им. Ф. Э. Дзержинского. С марта 1949 года — начальник военной кафедры Московского высшего технического училища им. Н. Э. Баумана. С октября 1955 года генерал-майор инженерно-технической службы Головин в запасе.
Крупный специалист по акустике и акустическим приборам. Работал над совершенствованием методов стрельбы по данным звуковой разведки. Автор более 50 научных трудов и около 10 изобретений и конструкций.
Умер 11 июля 1967 года. Похоронен в Москве на Кузьминском кладбище.

## Награды
- орден Ленина (21.02.1945)[2][4]
- три ордена Красного Знамени (22.02.1938[2], 03.11.1944[2][4], 15.11.1950[2][4])
- орден Красной Звезды (1940)[2]
  - медали в том числе:
  - «XX лет Рабоче-Крестьянской Красной Армии» (1938)[2]
  - «За оборону Москвы» (1944)[2]
  - «За победу над Германией в Великой Отечественной войне 1941—1945 гг.» (1945)[2]

## Труды
- Акустические пеленгаторы и подслушиватели. Вып. 1-2. Л.: Арт. академия, 1932—1933;
- Акустические артиллерийские приборы. Часть I. Физические основы устройства акустических приборов / Редактор Мечников В. В. Л.: Арт. академия, 1937. 364 с.;
- Акустические артиллерийские приборы. Часть II. Расчет основных элементов акустических приборов. Л.: Арт. академия, 1938. 280 с.;
- Звукометрия. Л.: Арт. академия, 1938. 486 с.;
- Акустические артиллерийские приборы: Учебник. Часть 1. Физические основы устройства акустических приборов. М.: Воениздат, 1940. 472 с.;
- Акустические артиллерийские приборы: Учебник. Часть 2. Принципы работы и устройства акустических приборов. М.: Воениздат, 1941. 401 с.;
- Акустические артиллерийские приборы: Учебник. Часть 3. Работа акустических артиллерийских приборов / Под ред. Мечникова В. В. М.: Воениздат, 1940. 327 с.;
- Графический метод введения поправки на удаление // Артиллерийский журнал. 1940. № 7. С. 42-44.